# 137 (číslo)
Sto třicet sedm je přirozené číslo. Následuje po číslu sto třicet šest a předchází číslu sto třicet osm. Pořadové číslo je stý třicátý sedmý nebo stosedmatřicátý. Římskými číslicemi se zapisuje CXXXVII.

## Matematika
Sto třicet sedm je
- 33. prvočíslo, tvoří prvočíselnou dvojici s číslem 139
- nešťastné číslo
- nepříznivé číslo

- ve stupních přibližná velikost zlatého úhlu

## Chemie
- 137 je nukleonové číslo druhého nejběžnějšího izotopu barya.[1]

- Cesium-137 je jedním z radionuklidů, které běžně vznikají při jaderném štěpení uranu-235 a dalších štěpitelných nuklidů.

- počet atomů v molekule chlorofylu

## Fyzika
- konstanta jemné struktury, která charakterizuje sílu elektromagnetické interakce, má hodnotu přibližně 1/137.

## Doprava
- Silnice II/137 je česká silnice II. třídy vedoucí na trase Načeradec – Mladá Vožice – Tábor – Malšice – Sudoměřice u Bechyně – Hodětín[2]

## Roky
- 137
- 137 př. n. l.